# تأريخ الكتاب المقدس

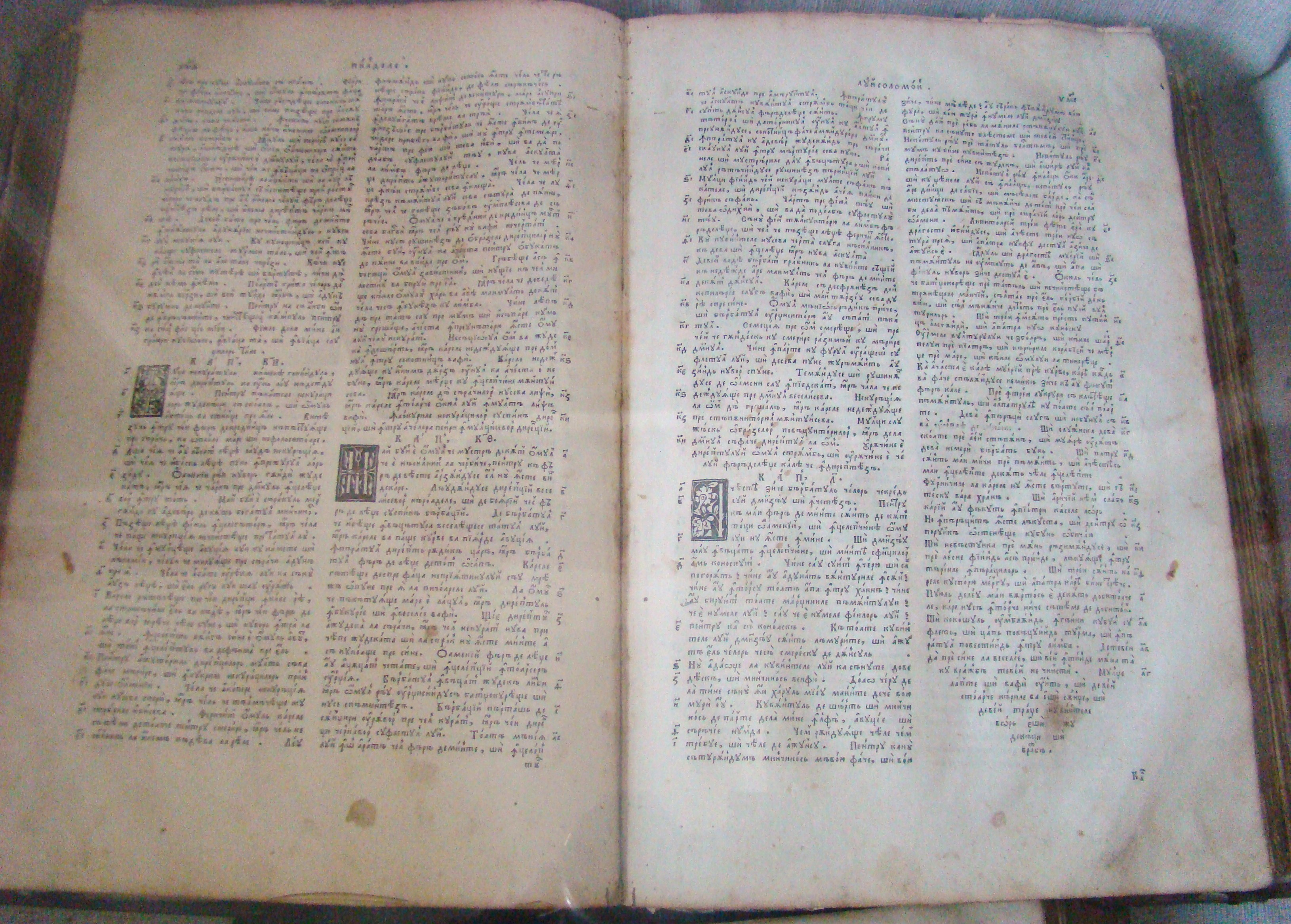

تقدم الجداول الأربعة الزمن أو النطاق الزمني الأكثر شيوعًا وقبولًا للتناخ أوالعهد القديم أوالكتاب المقدس العبري، والأسفار القانونية الثانية (المضمنة في إنجيلي الكاثوليكيين الرومان والأرثوذكس الشرقيين، ولكن ليس في التناخ والكتاب المقدس عند البروتستانت ) والعهد الجديد، بما في ذلك، حيثما كان ذلك ممكنا، فرضيات حول تاريخ تشكيلهم.
الجدول الأول هو لمحة تاريخية. ويعالج الجدول الثاني العهد القديم، مصنفًا وفقًا أقسام التناخ، مع الإشارة في بعض الأحيان إلى التقسيمات العلمية. الجدول الثالث يغطي الأسفار القانونية الثانية. يقدم الجدول الرابع كتب العهد الجديد. الجداول مرتبة ترتيبًا زمنيًا في إشارة إلى كيفية قراءتها في الكتاب المقدس.

## الجدول الأول: نظرة عامة على التسلسل الزمني
يلخص هذا الجدول كرونولوجيا الجداول الرئيسية ويعمل كدليل للفترات التاريخية المذكورة. ربما تم تجميع الكثير من العهد القديم في القرن الخامس قبل الميلاد.  تم كتابة كتب العهد الجديد إلى حد كبير في النصف الثاني من القرن الأول الميلادي.  والأسفار القانونية الثانية زمنها إلى حد كبير بينهما. 
| فترة                                                                           | كتب |
| ------------------------------------------------------------------------------ | --- |
| نحو 745-586 ق.م. نحو القرنين الثامن إلى السابع ق.م فترة مملكتي إسرائيل ويهوذا. | - أواخر القرن 8 - أوائل 7 ق.م: عاموس (التكوين الأولي للطبقة الأولى)؛ " أشعيا الأولى " (أشعيا 1-39)، هوشع، ميخا (النصف الثاني). - القرن السابع: ناحوم (بناءً على افتراضه بسقوط طيبة والدعوة لتدمير نينوى )، صفنيا (في عهد يوشيا، 649-609 قبل الميلاد)، حبقوق (ربما قبل فترة وجيزة من معركة كركميش، 605 قبل الميلاد)؛ الصيغة الأولى من تاريخ سفر التثنية (أسفار: يشوع / القضاة / صموئيل / الملوك ) في عهد يوشيا؛ سفر التثنية 5-26 في عهد يوشيا. |
| نحو 586-539 ق.م. القرن السادس ق.م. فترةالسبي                                   | - قلب سفر عوبديا نحو سقوط القدس، 586 قبل الميلاد. - الانتهاء من تاريخ التثنية ( يشوع / القضاة / صموئيل / الملوك ). - توسع سفر التثنية بإضافة الفصول 1-4 و29-30 لتكون بمثابة مقدمة لتاريخ التثنية. - إرميا نشط في العقد الأخير من القرن السابع والعقود الأولى من 6 ق.م؛ - حزقيال نشط في بابل 592-571 ق م؛ - " أشعيا الثانية " (مؤلف أشعيا 40-55) نشط في بابل حوالي منتصف القرن. - توسيع وإعادة تشكيل هوشع، عاموس، ميخا وصفنيا. - مجموعة من المزامير المبكرة المحتملة (مزامير "داود") تنتهي بالمزمور 89. |
| نحو 538-330ق.م. الفترة الفارسية. القرنين الخامس والرابع ق.م. فترة بعد السبي.   | - التوراة (كتب التكوين / الخروج / اللاويين / العدد )، مع 250 قبل الميلاد كآخر تاريخ ممكن لإنتاج النص النهائي على أساس أدلة المخطوط الموجودة. - سفر التثنية المنقح مع التوسعات إلى الفصول 19-25 وإضافة الفصل 27 و31-34 لتكون بمثابة ختام التوراة. - " أشعياء ثالثة " (أشعيا 56-66) - صيغة لاحقة (الصيغة العبرية الماسورية) لأرميا - حجي (يرجع تاريخه إلى السنة الثانية للملك الفارسي دارا الأول 520 قبل الميلاد)، - زكريا (الفصول 1-8 المعاصرة لسفر حجي، الفصول 9-14 من القرن الخامس) - ملاخي (القرن الخامس ق م، معاصرة أو مباشرة قبل بعثتي نحميا وعزرا) - سفر أخبار الايام (بين 400 و250 ق.م، وربما في الفترة من 350 إلى 300 ق.م) - أصول عزرا - نحميا (ربما وصلت إلى شكلها النهائي في وقت متأخر من العصر البطلمي، حوالي 300 - 200 ق م). |
| نحو 330 - 164 ق.م القرنين الثالث والثاني ق.م. الفترة الهلنستية.                | - سفر أيوب. سفر الجامعة. سفر نشيد الأنشاد (كان من الممكن أن تكون مكتوبة في القرنين الرابع أو الخامس، لكن يبدو أنها تعكس التواصل مع الثقافة اليونانية). - سفر يونان (الفترة الفارسية أو الهلنستية، في موعد لا يتجاوز القرن الثاني قبل الميلاد). - معظم المزامير الفردية تشكل الثلث الأخير من كتاب المزامير. |
| نحو 164- 4 ق.م القرونين الأول والثاني ق م. المكابية / الحشمونية.               | - سفر دانيال (164 قبل الميلاد، يجمع بين الصيغ المكتوبة حديثًا، الفصول 7-12، مع الحكايات الفارسية والهيلنستية للفصول 1-6). - سفر المكابيين الأول / سفر المكابيين الثاني / سفر المكابيين الثالث / ربما سفر المكابيين الرابع؛ سفر طوبيا، سفر يهوديت، تتمة سفر دانيال والإضافات إلى استير - سفر الحكمة (حكمة سليمان) أواخر القرن الأول قبل الميلاد أو من أوائل إلى منتصف القرن الأول الميلادي. |
| بعد 4 ق.م. القرن الأول مبلادي فصاعدا. االفترة الرومانية                        | - سفر المكابيين الرابع (بعد 63 قبل الميلاد، وربما منتصف القرن الأول الميلادي). - سفر الحكمة (حكمة سليمان) (أواخر القرن الأول قبل الميلاد أو من أوائل إلى منتصف القرن الأول الميلادي). - العهد الجديد (بين 50-110 م - راجع الجدول الرابع). |

## الجدول الثاني: التناخ/العهد القديم البروتستنتي
| توراه                                                            | الزمن أو النطاق الزمني المقبول عند معظم الباحثيين |
| ---------------------------------------------------------------- | --- |
| سفر التكوين سفر الخروج سفر اللاويين سفر العدد سفر التثنية        | يرجح غالبية علماء الكتاب المقدس المعصرون أن التوراة : سفر التكوين، سفر الخروج، سفر اللاويين، سفر العدد وسفر تثنية، وصلت إلى شكلها الحالي في فترة ما بعد السبي. ترد الكتب الخمسة إلى أربعة "مصادر" (مدارس متميزة للكتّاب بدلاً من الأفراد): المصدر الكهنوتي والمصدرين اليهووي والإيلوهيمي (غالباً ما يشار إلى هذين المصدرين مجتمعين باسم المصدر "غير الكهنوتي")، والمصدر التثنوي.. هناك اتفاق عام على أن المصدر الكهنوتى ما بعد المنفى، ولكن لا يوجد اتفاق على المصدر (المصادر) غير الكهنوتية - سفر التكوين هو عمل من فترة ما بعد السبي يجمع بين مواد "كهنوتية" و"غير كهنوتية". - سفر الخروج هو مختارات مأخوذة من جميع فترات تاريخ إسرائيل تقريبًا. - سفر اللاويين هو تدوين كهنوتي بالكامل ويعود تاريخه إلى فترة ما بعد السبي. - سفر العدد هو تنقيح كهنوتي (تحرير) من أصل يهووي غير كهنوتي. - سفر التثنية،الآن موضوع في آخر التوراه (الكتب الخمسة)، بدأ كمجموعة من القوانين الدينية (تُشكل الجزء الأكبر من السفر)، وتم تمديده في أوائل القرن السادس ق.م ليكون بمثابة مقدمة لكتابات التثنية التاريخية، وفيما بعد تم فصله عن هذا التاريخ، وتمديده مرة أخرى، وتحريره لإتمام التوراه.       |
| أنبياء                                                           | الزمن أو النطاق الزمني المقبول عند معظم الباحثيين |
| الأنبياء الأوائل: يشوع قضاة صموئيل ملوك                          | تُسمى هذه المجموعة من الأسفار، بالإضافة إلى سفر التثنية، "تاريخ التثنية" من قبل العلماء. تم تقديم الاقتراح الذي يقترحونه بأنها تكون عمل موحد لأول مرة بواسطة مارتن نوث في عام 1943 م، وتم قبوله على نطاق واسع. اقترح نوث أن التاريخ بأكمله كان إنشاء فرد واحد يعمل في فترة السبي (القرن السادس قبل الميلاد)؛ منذ ذلك الحين كان هناك اعتراف واسع النطاق بأن التاريخ ظهر في "طبعتين"، الأولى في عهد ملك مملكة يهوذا الملك يوشيا (أواخر القرن السابع ق.م)، والثانية خلال السبي (القرن السادس ق.م) . اعتمد نوث في تحقيبه على افتراض أن التاريخ قد اكتمل بعد فترة وجيزة جدًا من آخر حدث مسجل فيه، وهو إطلاق الملك يهويا كين في بابل نحو 560 قبل الميلاد؛ لكن بعض العلماء وصفوا استنتاجاته بأنها غير وافية، وربما تم تمديد التاريخ في فترة ما بعد السبي. |
| ثلاثة أنبياء رئيسيين: سفر إشعيا سفر إرميا سفر حزقيال             | يتعرف العلماء على ثلاثة "أقسام" في سفر إشعيا: إشعيا الأول/بروتو (إشعياء القرن الثامن الأصلي)؛ إشعيا الثاني/ديوتيريا (نبي مجهول يعيش في بابل خلال السبي)؛ وإشعيا الثالث/تريتو (مؤلف أو مؤلفون مجهولون في القدس بعد السبي مباشرة). يوجد سفر إرميا في نسختين، اليونانية (النسخة المستخدمة في العهد القديم في المسيحية الأرثوذكسية) والعبرية (العهد القديم في اليهودية والكاثوليكية والبروتستانتية)، وتمثل النسخةاليونانية النسخة الأبكر. ربما تم الانتهاء من النسخة اليونانية في أوائل الفترة الفارسية وترجمتها إلى اليونانية في القرن الثالث قبل الميلاد، والنسخة العبرية تعود من مرحلة ما بين ذلك الحين والقرن الثاني قبل الميلاد. يقدم سفر حزقيال نفسه على أنه بكلمات حزقيال بن بوزي، كاهن يعيش في المنفى في مدينة بابل، والدلائل الداخلية ترجع أن الرؤى الواردة في السفر تعود إلى ما بين 593 و571 قبل الميلاد. وبينما يعكس الكتاب على الأرجح جزءًا من حزقيال التاريخي، إلا أنه نتاج تاريخ طويل ومعقد، مع إضافات مهمة من قبل "مدرسة" من أتباع لاحقين. |
| أسفار الأنبياء الصغار                                            | في الكتاب المقدس العبري، الأنبياء الصغار الإثنا عشر عبارة عن مجموعة واحدة تم تحريرها في الفترة ما بين انشاء معبد للقدس ما بعد السبي عام 515 ق.م وتدمير معبد القدس عام 70 م، ولكن تم تقسيم المجموعة في الكتاب المقدس عند المسيحيين. باستثناء يونان، وهو عمل خيالي، يوجد جوهر أصلي للتقاليد النبوية وراء كل كتاب: - سفر هوشع: النصف الثاني من القرن الثامن ق.م. - سفر يوئيل: الفترة الفارسية المتأخرة أو الفترة الهلنستية - سفر عاموس: النصف الأول من القرن الثامن ق.م. - سفر عوبديا: في وقت قريب من سقوط القدس، 586 ق.م. - سفر يونان: الفترةالفارسية أو الفترةالهلنستية، في موعد لا يتجاوز القرن الثاني ق.م. - سفر ميخا: نحو 750 - 700 ق.م. - سفر ناحوم: "نبوءة نينوى"، مدينة آشور دمرت في عام 612 ق.م. - سفر حبقوق: ربما قبل فترة وجيزة من معركة كركميش، 605 ق.م. - سفر صفنيا: عهد يوشيا - سفر حجي: يرجع تاريخه إلى السنة الثانية للملك الفارسي داريوس (داريوس الكبير)، 520 ق.م. - سفر زكريا: الفصول الثمانية الأولى معاصرة لسفر حجي. الفصول 9-14 من القرن الخامس ق.م - سفر ملاخي: القرن الخامس ق.م، معاصر أو قبل بعثتي نحميا وعزرا مباشرة (والتي، مع ذلك، يصعب تحديدها حتى الآن) |
| كتابات                                                           | الزمن أو النطاق الزمني المقبول عند معظم الباحثيين |
| مجموعة الحكمة : أيوب، الجامعة والأمثال                           | تتشارك اسفارأيوب والجامعة والأمثال في نظرة متماثلة يسمونها هم أنفسهم "الحكمة". من المتفق عليه عمومًا أن سفر أيوب نشأ بين القرنين السادس والرابع ق.م. لا يمكن أن يكون اسفر الجامعة في وقت مبكر قبل عام 450 ق.م تقريبًا، بسبب وجود كلمات مستعارة من الفارسية والتعابير الآرامية، ولا يتجاوز 180 ق.م، إذ يستشهد بالنص الكاتب اليهودي ابن سيرا בן סירא (عاش في القرن الثاني ق.م ). الأمثال هي "مجموعة من مجموعات" المتعلقة بنمط الحياة الذي استمر لأكثر من ألف عام، ومن الصعب تأريخها. |
| أعمال شعرية: مزامير ومراثي                                       | المزامير التي تشكل الثلثين الأولين من المزامير هي في الغالب ما قبل السبي والثالث الأخير في الغالب بعد السبي. من المحتمل أن مجموعة سفر المزامير قد أعطيت شكلها الأخير وتقسيمها إلى خمسة أجزاء في فترة ما بعد السبي، على الرغم من استمرار تنقيحها وتوسيعها بشكل جيد حتى العصر الهلنستي وحتى الروماني. ومن المسلم به عموما أن تدمير بابل للقدس في عام 586 قبل الميلاد يشكل خلفية سفر مراثي إرميا. |
| تواريخ : الأخبار وعزرا- نحيا                                     | الأخبار جرى تأليفة بين 400-250 ق.م، وربما في الفترة 350-300 ق.م; عزرا- نحيا (سفران في النسخة الحديثة، ولكن في الأصل سفر واحد) قد وصلت إلى شكلها النهائي في وقت متأخر من الفترة البطلمية، نحو 300-200. ق.م. |
| أعمال متنوعة: سفر راعوث، سفر أستير، سفر دانيال، سفر نشيد الأنشاد | سفر راعوث يُرجع عادة إلى الفترة الفارسية; سفر أستير إلى القرن الثالث أو الرابع ق.م. ; سفر دانيال يمكن تأريخه بدقة أكبر إلى عام 164 ق.م. بفضل نبوءته المبطنة فيه بوفاة ملك يوناني لسوريا; وسفر نشيد الأنشاد يمكن أن يكون مؤلفًا في أي وقت بعد القرن السادس ق.م. |

## الجدول الثالث: الأسفار الثانية للعهد القديم
| كتاب                                  | تاريخ أو النطاق التاريخي المقبول عند العلماء على نطاق واسع |
| ------------------------------------- | --- |
| سفر طوبيا                             | 225–175 قبل الميلاد، على أساس الاستخدام الواضح للغة والمراجع الشائعة في فترة ما بعد السبي، لكن قلة المعرفة باضطهاد اليهود في القرن الثاني قبل الميلاد.                                                                  |
| سفر يهوديت                            | 150–100 قبل الميلاد، على الرغم من أن التقديرات تتراوح بين القرن الخامس قبل الميلاد والقرن الثاني الميلادي. |
| سفر المكابيين الأول                   | 100 قبل الميلاد |
| سفر المكابيين الثاني المكابيين الثاني | ج. 100 قبل الميلاد |
| سفرالمكابيين الثالث                   | 100- 75 قبل الميلاد "محتمل جدًا" |
| سفر المكابيين الرابع                  | منتصف القرن الأول الميلادي |
| حكمة سليمان                           | أواخر القرن الأول قبل الميلاد / أوائل القرن الأول الميلادي، على أساس النظرة المشتركة مع أعمال أخرى يرجع تاريخها إلى هذا الوقت.                                                                                          |
| سفر يشوع بن سيراخ                     | 196–175 ق.م.، كما يشير المؤلف إلى أن سايمون الكاهن الأكبر قد مات (196 ق.م.)، لكنه لم يُظهر أي معرفة باضطهاد اليهود الذي بدأ بعد عام 175 ق.م.                                                                             |
| إضافات إلى دانيال                     | صلاة العزرية (أغنية الأطفال الثلاثة المقدسة)؛ بيل والتنين : أواخر القرن السادس؛ سوزانا والشيوخ : ربما 95-80 قبل الميلاد                                                                                                 |
| سفر باروخ ورسالة ارميا                | القرن الثاني قبل الميلاد، حيث يستخدم باروخ سيراخ (المكتوب عام 180 قبل الميلاد) ويستخدم بدوره من قبل مزامير سليمان (منتصف القرن الأول قبل الميلاد). خطاب إرميا، الفصل. 6: 1–73 من كتاب باروخ، يُعتبر أحيانًا كتابًا منفصلاً. |

## الجدول الرابع: العهد الجديد
| كتب                                         | الزمن أو النطاق الزمني المقبول عند معظم الباحثيين | أبكر المخطوطات |
| ------------------------------------------- | --- | -------------- |
| إنجيل متى                                   | 80–90 م. يعتمد هذا على ثلاثة خيوط من الأدلة: (أ) يعكس ما يرد في إنجيل متى النهائي الفصل النهائي بين الكنيسة والكنيس، حوالي 85 م؛ (ب) أنه يعكس الاستيلاء على القدس وتدمير الهيكل الثاني على يد الرومان في 70 م؛ (ج) يستخدم كمصدر إنجيل مرقص، الذي يُرجع تاريخه عادة إلى حوالي 70 م.           |                |
| إنجيل مرقص                                  | 65–73 م. تشير الإشارات إلى الاضطهاد والحرب في يهودا إلى أن سياقها كان اضطهاد المسيحيين في روما في عهد نيرون أو التمرد اليهودي الأول. |                |
| إنجيل لوقا                                  | 80–90 م. يشير النص المكتوب إلى جيل بعد جيل التلاميذ الأوائل، ويستخدم إنجيل مرقص، ويبدو أنه يعالج المخاوف التي أثارها تدمير الهيكل في عام 70 م.. |                |
| إنجيل يوحنا                                 | 90–110 م, التاريخ الأعلى استنادًا إلى أدلة نصية تشير إلى أن الإنجيل كان معروفًا في أوائل القرن الثاني، والأدنى في إشارة داخلية لطرد المسيحيين من الكنيس. |                |
| سفر أعمال الرسل                             | 80–90 م, على أساس أن لوقا-أعمال يستخدمان إنجيل مرقص كمصدر، وينظر سفر أعمال الرسل إلى الوراء على تدمير القدس، ولا يُظهر أي وعي لرسائل بولس (التي بدأت في الانتشار في أواخر القرن)؛ وإن أظهر، مع ذلك، وعيًا برسائل بولس وأعمال يوسف أيضًا، فمن المحتمل أن يكون هناك تاريخ مبكر في القرن الثاني.. |                |
| روما                                        | 57–58 م. كانت إحدى رسائل بولس الأصلية الحقيقية بلا منازع، والمكتوبة إلى الرومان بينما كان بولس على وشك مغادرة آسيا الصغرى واليونان، والتعبير عن آماله في مواصلة عمله في إسبانيا. |                |
| كورنثوس الأولى                              | 53–57 م. واحدة من رسائل بولس الحقيقية بلا شك. يعرب بولس عن نيته إعادة زيارة الكنيسة التي أسسها في المدينة نحو. 50-52 م. |                |
| كورنثوس الثانية                             | 55–58 م. واحدة من رسائل بولس الحقيقية بلا شك. كتبها بولس في مقدونيا بعد أن ترك أفسس. |                |
| غلاطية                                      | 48 م. تقريبًا أو 55 م. واحدة من رسائل بولس الحقيقية بلا شك. يعتمد تأريخ هذه الرسالة على ما إذا كان قد تم كتابتها إلى الجزء الشمالي أو الجنوبي من غلاطية (حيث يمثل الأول تاريخًا لاحقًا). |                |
| أفسس                                        | 80–90 م تقريبًا. يبدو أن الرسالة قد كتبت بعد وفاة بولس في روما، من قبل مؤلف يستخدم اسمه. |                |
| فيلبي                                       | 54–55 م. تقريبًا تذكر رسالة بولس الأصلية "أسرة قيصر"، مما دفع بعض العلماء إلى الاعتقاد بأنها مكتوبة من روما، لكن بعض الأخبار التي وردت فيها لم تكن لتصدر من روما. يبدو أنها تعود إلى السجن السابق، ربما في أفسس، حيث يأمل بولس في الإفراج عنه.                                               |                |
| كولوسي                                      | 62–70 م. تقريبًا يعتقد بعض العلماء أن رسالة كولوسي تعود إلى سجن بولس في أفسس حوالي 55 م، ولكن الاختلافات في اللاهوت تشير إلى أنها من وقت لاحق في حياته المهنية، في وقت قريب من سجنه في روما.                                                                                                 |                |
| تسالونيكي الأولى                            | 51 م. تقريبًا واحدة من أقدم رسائل بولس الحقيقية. |                |
| تسالونيكي الثانية                           | 51 م. تقريبًا أو بعد-70 م. إذا كانت هذه رسالة بولس الأصلية، فهي تتبع عن كثب رسالة تسالونيكي الأولى. لكن بعض اللغة واللاهوت يشير إلى تاريخ لاحق، من مؤلف مجهول يستخدم اسم بولس. |                |
| تيموثاوس الأولى، تيموثاوس الثانية، إلى تيطس | 100 م. تقريبًا تعكس رسالتا تيموثاوس وتيطس تنظيمًا كنسيًا أكثر تطوراً من تلك المنعكسة في رسائل بولس الأصلية. |                |
| إلى فليمون                                  | 54–55 م. تقريبًا رسالة بولس الرسول الأصلية، مكتوبة من السجن (ربما في أفسس) يتوقع بولس أنه سينتهي قريبًا. |                |
| إلى العبرانيين                              | 80–90 م. تقريبًا لا تناسب مع أناقة رسائل بولس الأصلية من حيث لغتها اليونانية وتطور اللاهوت فيها، لكن ذكر تيموثاوس في الخلاصة أدى إلى تضمينه في مجموعة بولس ذت التاريخ المبكر. |                |
| رسالة يعقوب                                 | 65–85 م. تقريبًا مثل العبرانيين، ليست رسالة يعقوب رسالة بقدر ما هي موعظة. الأسلوب اليوناني يجعل من غير المحتمل أن يكون يعقوب شقيق يسوع قد كتبها. |                |
| بطرس الأولى                                 | 75–90 م. تقريبًا |                |
| بطرس الثانية                                | 110 م. تقريبًا يبدو أن هذا هو آخر كتاب في العهد الجديد، ينقل عن رسالة يهوذا، كما يبدو على معرفة برسائل بولس، بما في ذلك إشارة إلى قصة الإنجيل تجلي يسوع. |                |
| رسائل يوحنا                                 | 90–110 م. لا تعطي الرسائل أي إشارة واضحة، لكن العلماء يميلون إلى وضعها بعد حوالي عقد من إنجيل يوحنا. |                |
| رسالة يهوذا                                 | غير مؤكد. تشير الإشارات إلى "شقيق يعقوب" وإلى "ما تنبأ به رسل ربنا يسوع المسيح" إلى أنها كتبت بعد أن كانت الرسائل الرسولية متداولة، ولكن قبل رسالة بطرس الثانية، التي تستخدمها. |                |
| رؤيا يوحنا                                  | 95 م. تقريبًا يرجح هذا التاريخ أدلة في الرؤيا التي تشير إلى عهد الإمبراطور دوميتيان. |                |

### احالات
1. ↑  Berquist 2007.
2. ↑  Perkins 2012.
3. ↑  Radine 2010.
4. ↑  Brettler 2010.
5. ↑  Emmerson 2003.
6. 1 2  Rogerson 2003a.
7. ↑  O'Brien 2002.
8. 1 2 3  Gelston 2003.
9. ↑  Campbell & O'Brien 2000.
10. 1 2 3  Rogerson 2003b.
11. ↑  Brettler 2007.
12. ↑  Biddle 2007.
13. ↑  Goldingay 2003.
14. 1 2  Blenkinsopp 2007.
15. 1 2  Carr 2011.
16. ↑  Greifenhagen 2003.
17. ↑  Enns 2012.
18. ↑  Allen 2008.
19. 1 2 3  Nelson 2014.
20. ↑  Carroll 2003b.
21. ↑  McKenzie 2004.
22. ↑  Grabbe 2003.
23. 1 2 3  Rogerson 2003c.
24. ↑  Day 1990.
25. ↑  Collins 2002.
26. 1 2  deSilva 2003.
27. ↑  Enns 2012، صفحة 5.
28. 1 2 3  Carr 2000، صفحة 492.
29. ↑  Dozeman 2000، صفحة 443.
30. ↑  Houston 2003، صفحة 102.
31. ↑  McDermott 2002، صفحة 21.
32. ↑  Van Seters 2004، صفحة 93.
33. ↑  Campbell & O'Brien 2000، صفحة 2 and fn.6.
34. ↑  Person 2010، صفحة 10-11.
35. ↑  Sweeney 1998، صفحة 76-77.
36. ↑  Allen 2008، صفحة 7-8.
37. ↑  Sweeney 2010، صفحة 94.
38. ↑  Blenkinsopp 1996، صفحة 8.
39. ↑  Joyce 2009، صفحة 16.
40. ↑  Redditt 2003، صفحات 1–3, 9.
41. ↑  Floyd 2000، صفحة 9.
42. ↑  Dell 1996، صفحات 86–89.
43. ↑  Emmerson 2003، صفحة 676.
44. ↑  Nelson 2014، صفحة 216.
45. ↑  Carroll 2003a، صفحة 690.
46. ↑  Gelston 2003، صفحة 696.
47. ↑  Nelson 2014، صفحة 217.
48. ↑  Rogerson 2003d، صفحة 708.
49. ↑  Gelston 2003، صفحة 710.
50. ↑  Gelston 2003، صفحة 715.
51. ↑  Nelson 2014، صفحة 214.
52. ↑  Nelson 2014، صفحة 214–215.
53. ↑  Carroll 2003b، صفحة 730.
54. ↑  Farmer 1998، صفحة 129.
55. ↑  Dell 2003، صفحة 337.
56. ↑  Seow 2007، صفحة 944.
57. ↑  Fox 2004، صفحة xiv.
58. ↑  Clements 2003، صفحة 438.
59. ↑  Day 1990، صفحة 16.
60. ↑  Coogan, Brettler & Newsom 2007، صفحة xxiii.
61. ↑  Hayes 1998، صفحة 168.
62. ↑  McKenzie 2004، صفحة 32.
63. ↑  Grabbe 2003، صفحة 321.
64. ↑  Grabbe 2004، صفحة 105.
65. ↑  Collins 1984، صفحة 101.
66. ↑  Bloch & Bloch 1995، صفحة 23.
67. ↑  Fitzmyer 2003.
68. ↑  West 2003.
69. 1 2  Bartlett 2003.
70. ↑  Alexander 2003.
71. ↑  Hayman 2003.
72. ↑  Snaith 2003.
73. ↑  Harlow 2003.
74. ↑  Spencer 2002.
75. ↑  Schmitt 2003.
76. ↑  Duling 2010، صفحة 298-299.
77. ↑  France 2007، صفحة 18.
78. 1 2 3 4 5 6 7 8 9 10 11 12 13 14 15 16  Perkins 2012، صفحة 19ff.
79. ↑  Powell 2018، صفحة 144-146.
80. ↑  Perkins 1998، صفحة 241.
81. ↑  Charlesworth 2008، صفحة unpaginated.
82. ↑  Powell 2018، صفحة 166.
83. ↑  Powell 2018، صفحة 165.
84. ↑  Lincoln 2005، صفحة 18.
85. ↑  Boring 2012، صفحة 587.
86. ↑  Keener 2012، صفحة 384.
87. ↑  Powell 2018، صفحة 210.
88. ↑  Powell 2018، صفحة 275.
89. ↑  Powell 2018، صفحة 295.
90. ↑  Powell 2018، صفحة 314.
91. ↑  Powell 2018، صفحة 313.
92. ↑  Powell 2018، صفحة 327.
93. ↑  Powell 2018، صفحة 326-327.
94. 1 2  Kim 2003، صفحة 250.

### قائمة المراجع
- Alexander، Philip S. (2003). "3 Maccabees". في Dunn، James D. G.؛ Rogerson، John William (المحررون). Eerdmans Commentary on the Bible. Eerdmans. ISBN:9780802837110.  Alexander، Philip S. (2003). "3 Maccabees". في Dunn، James D. G.؛ Rogerson، John William (المحررون). Eerdmans Commentary on the Bible. Eerdmans. ISBN:9780802837110.  Alexander، Philip S. (2003). "3 Maccabees". في Dunn، James D. G.؛ Rogerson، John William (المحررون). Eerdmans Commentary on the Bible. Eerdmans. ISBN:9780802837110.
- Allen، Leslie C. (2008). Jeremiah: A Commentary. Westminster John Knox Press. ISBN:9780664222239. مؤرشف من الأصل في 2020-04-06.  Allen، Leslie C. (2008). Jeremiah: A Commentary. Westminster John Knox Press. ISBN:9780664222239. مؤرشف من الأصل في 2020-04-06.  Allen، Leslie C. (2008). Jeremiah: A Commentary. Westminster John Knox Press. ISBN:9780664222239. مؤرشف من الأصل في 2020-04-06.
- Bartlett، John R. (2003). "1 Maccabees". في Dunn، James D. G.؛ Rogerson، John William (المحررون). Eerdmans Commentary on the Bible. Eerdmans. ISBN:9780802837110.  Bartlett، John R. (2003). "1 Maccabees". في Dunn، James D. G.؛ Rogerson، John William (المحررون). Eerdmans Commentary on the Bible. Eerdmans. ISBN:9780802837110.  Bartlett، John R. (2003). "1 Maccabees". في Dunn، James D. G.؛ Rogerson، John William (المحررون). Eerdmans Commentary on the Bible. Eerdmans. ISBN:9780802837110.
- Berquist، Jon L. (2007). Approaching Yehud: New Approaches to the Study of the Persian Period. SBL Press. ISBN:9781589831452. مؤرشف من الأصل في 2020-04-06.  Berquist، Jon L. (2007). Approaching Yehud: New Approaches to the Study of the Persian Period. SBL Press. ISBN:9781589831452. مؤرشف من الأصل في 2020-04-06.  Berquist، Jon L. (2007). Approaching Yehud: New Approaches to the Study of the Persian Period. SBL Press. ISBN:9781589831452. مؤرشف من الأصل في 2020-04-06.
- Biddle، Mark E. (2007). "Jeremiah". في Coogan، Michael David؛ Brettler، Marc Zvi؛ Newsom، Carol Ann (المحررون). The New Oxford Annotated Bible with the Apocryphal/Deuterocanonical Books. Oxford University Press. ISBN:9780195288803.  Biddle، Mark E. (2007). "Jeremiah". في Coogan، Michael David؛ Brettler، Marc Zvi؛ Newsom، Carol Ann (المحررون). The New Oxford Annotated Bible with the Apocryphal/Deuterocanonical Books. Oxford University Press. ISBN:9780195288803.  Biddle، Mark E. (2007). "Jeremiah". في Coogan، Michael David؛ Brettler، Marc Zvi؛ Newsom، Carol Ann (المحررون). The New Oxford Annotated Bible with the Apocryphal/Deuterocanonical Books. Oxford University Press. ISBN:9780195288803.
- Blenkinsopp، Joseph (2007). "Isaiah". في Coogan، Michael David؛ Brettler، Marc Zvi؛ Newsom، Carol Ann (المحررون). The New Oxford Annotated Bible with the Apocryphal/Deuterocanonical Books. Oxford University Press. ISBN:9780195288803.  Blenkinsopp، Joseph (2007). "Isaiah". في Coogan، Michael David؛ Brettler، Marc Zvi؛ Newsom، Carol Ann (المحررون). The New Oxford Annotated Bible with the Apocryphal/Deuterocanonical Books. Oxford University Press. ISBN:9780195288803.  Blenkinsopp، Joseph (2007). "Isaiah". في Coogan، Michael David؛ Brettler، Marc Zvi؛ Newsom، Carol Ann (المحررون). The New Oxford Annotated Bible with the Apocryphal/Deuterocanonical Books. Oxford University Press. ISBN:9780195288803.
- Blenkinsopp، Joseph (1996). A History of Prophecy in Israel. Westminster John Knox Press. ISBN:9780664256395. مؤرشف من الأصل في 2020-04-06.  Blenkinsopp، Joseph (1996). A History of Prophecy in Israel. Westminster John Knox Press. ISBN:9780664256395. مؤرشف من الأصل في 2020-04-06.  Blenkinsopp، Joseph (1996). A History of Prophecy in Israel. Westminster John Knox Press. ISBN:9780664256395. مؤرشف من الأصل في 2020-04-06.
- Bloch، Ariel؛ Bloch، Chana (1995). The Song of Songs: A New Translation, With an Introduction and Commentary. Random House. ISBN:9780520213302. مؤرشف من الأصل في 2020-04-06.  Bloch، Ariel؛ Bloch، Chana (1995). The Song of Songs: A New Translation, With an Introduction and Commentary. Random House. ISBN:9780520213302. مؤرشف من الأصل في 2020-04-06.  Bloch، Ariel؛ Bloch، Chana (1995). The Song of Songs: A New Translation, With an Introduction and Commentary. Random House. ISBN:9780520213302. مؤرشف من الأصل في 2020-04-06.
- Boring، M. Eugene (2012). An Introduction to the New Testament: History, Literature, Theology. Westminster John Knox Press. ISBN:9780664255923. مؤرشف من الأصل في 2020-04-06.  Boring، M. Eugene (2012). An Introduction to the New Testament: History, Literature, Theology. Westminster John Knox Press. ISBN:9780664255923. مؤرشف من الأصل في 2020-04-06.  Boring، M. Eugene (2012). An Introduction to the New Testament: History, Literature, Theology. Westminster John Knox Press. ISBN:9780664255923. مؤرشف من الأصل في 2020-04-06.
- Brettler، Mark Zvi (2007). "Introduction to the Historical Books". في Coogan، Michael David؛ Brettler، Marc Zvi؛ Newsom، Carol Ann (المحررون). The New Oxford Annotated Bible with the Apocryphal/Deuterocanonical Books. Oxford University Press.
- Brettler، Marc Zvi (2010). How to read the Bible. Jewish Publication Society. ISBN:978-0-8276-0775-0. مؤرشف من الأصل في 2020-04-06.  Brettler، Marc Zvi (2010). How to read the Bible. Jewish Publication Society. ISBN:978-0-8276-0775-0. مؤرشف من الأصل في 2020-04-06.  Brettler، Marc Zvi (2010). How to read the Bible. Jewish Publication Society. ISBN:978-0-8276-0775-0. مؤرشف من الأصل في 2020-04-06.
- Campbell، Antony F.؛ O'Brien، Mark A. (2000). Unfolding the Deuteronomistic History. Fortress Press. ISBN:9781451413687. مؤرشف من الأصل في 2020-04-06.  Campbell، Antony F.؛ O'Brien، Mark A. (2000). Unfolding the Deuteronomistic History. Fortress Press. ISBN:9781451413687. مؤرشف من الأصل في 2020-04-06.  Campbell، Antony F.؛ O'Brien، Mark A. (2000). Unfolding the Deuteronomistic History. Fortress Press. ISBN:9781451413687. مؤرشف من الأصل في 2020-04-06.
- Carr، David (2011). The Formation of the Hebrew Bible: A New Reconstruction. Oxford University Press. ISBN:9780199742608. مؤرشف من الأصل في 2020-04-06.  Carr، David (2011). The Formation of the Hebrew Bible: A New Reconstruction. Oxford University Press. ISBN:9780199742608. مؤرشف من الأصل في 2020-04-06.  Carr، David (2011). The Formation of the Hebrew Bible: A New Reconstruction. Oxford University Press. ISBN:9780199742608. مؤرشف من الأصل في 2020-04-06.
- Carr، David (2000). "Genesis, Book of". في Freedman، David Noel؛ Myers، Allen C. (المحررون). Eerdmans Dictionary of the Bible. Eerdmans.
- Carroll، M. Daniel (2003a). "Amos". في Dunn، James D. G.؛ Rogerson، John William (المحررون). Eerdmans Commentary on the Bible. Eerdmans. مؤرشف من الأصل في 2020-04-06.
- Carroll، M. Daniel (2003b). "Malachi". في Dunn، James D. G.؛ Rogerson، John William (المحررون). Eerdmans Commentary on the Bible. Eerdmans. مؤرشف من الأصل في 2020-04-06.
- Charlesworth، James H. (2008). The Historical Jesus: An Essential Guide. Abingdon Press. ISBN:9781426724756. مؤرشف من الأصل في 2020-04-06.  Charlesworth، James H. (2008). The Historical Jesus: An Essential Guide. Abingdon Press. ISBN:9781426724756. مؤرشف من الأصل في 2020-04-06.  Charlesworth، James H. (2008). The Historical Jesus: An Essential Guide. Abingdon Press. ISBN:9781426724756. مؤرشف من الأصل في 2020-04-06.
- Clements، Ronald E. (2003). "Proverbs". في Dunn، James D. G.؛ Rogerson، John William (المحررون). Eerdmans Commentary on the Bible. Eerdmans. ISBN:9780802837110.  Clements، Ronald E. (2003). "Proverbs". في Dunn، James D. G.؛ Rogerson، John William (المحررون). Eerdmans Commentary on the Bible. Eerdmans. ISBN:9780802837110.  Clements، Ronald E. (2003). "Proverbs". في Dunn، James D. G.؛ Rogerson، John William (المحررون). Eerdmans Commentary on the Bible. Eerdmans. ISBN:9780802837110.
- Collins، John J. (1984). Daniel: With an Introduction to Apocalyptic Literature. Eerdmans. ISBN:9780802800206. مؤرشف من الأصل في 2020-04-06.  Collins، John J. (1984). Daniel: With an Introduction to Apocalyptic Literature. Eerdmans. ISBN:9780802800206. مؤرشف من الأصل في 2020-04-06.  Collins، John J. (1984). Daniel: With an Introduction to Apocalyptic Literature. Eerdmans. ISBN:9780802800206. مؤرشف من الأصل في 2020-04-06.
- Collins، John J. (2002). "Current Issues in the Study of Daniel". في Collins، John J.؛ Flint، Peter W.؛ VanEpps، Cameron (المحررون). The Book of Daniel: Composition and Reception. BRILL. ISBN:978-9004116757.  Collins، John J. (2002). "Current Issues in the Study of Daniel". في Collins، John J.؛ Flint، Peter W.؛ VanEpps، Cameron (المحررون). The Book of Daniel: Composition and Reception. BRILL. ISBN:978-9004116757.  Collins، John J. (2002). "Current Issues in the Study of Daniel". في Collins، John J.؛ Flint، Peter W.؛ VanEpps، Cameron (المحررون). The Book of Daniel: Composition and Reception. BRILL. ISBN:978-9004116757.
- Coogan، Michael David؛ Brettler، Marc Zvi؛ Newsom، Carol Ann (2007). "Editors' Introduction". في Coogan، Michael David؛ Brettler، Marc Zvi؛ Newsom، Carol Ann (المحررون). The New Oxford Annotated Bible with the Apocryphal/Deuterocanonical Books. Oxford University Press. ISBN:9780195288803.  Coogan، Michael David؛ Brettler، Marc Zvi؛ Newsom، Carol Ann (2007). "Editors' Introduction". في Coogan، Michael David؛ Brettler، Marc Zvi؛ Newsom، Carol Ann (المحررون). The New Oxford Annotated Bible with the Apocryphal/Deuterocanonical Books. Oxford University Press. ISBN:9780195288803.  Coogan، Michael David؛ Brettler، Marc Zvi؛ Newsom، Carol Ann (2007). "Editors' Introduction". في Coogan، Michael David؛ Brettler، Marc Zvi؛ Newsom، Carol Ann (المحررون). The New Oxford Annotated Bible with the Apocryphal/Deuterocanonical Books. Oxford University Press. ISBN:9780195288803.
- Day، John (1990). The Psalms. Old Testament guides. A&C Black. ISBN:978-1-85075-703-0. مؤرشف من الأصل في 2020-04-06.  Day، John (1990). The Psalms. Old Testament guides. A&C Black. ISBN:978-1-85075-703-0. مؤرشف من الأصل في 2020-04-06.  Day، John (1990). The Psalms. Old Testament guides. A&C Black. ISBN:978-1-85075-703-0. مؤرشف من الأصل في 2020-04-06.
- Dell، Katherine J. (2003). "Job". في Dunn، James D. G.؛ Rogerson، John William (المحررون). Eerdmans Commentary on the Bible. Eerdmans. ISBN:9780802837110.
- Dell، Katherine J (1996). "Reinventing the Wheel: the Shaping of the Book of Jonah". في Barton، John؛ Reimer، David James (المحررون). After the exile: essays in honour of Rex Mason. Mercer University Press. ISBN:9780865545243.
- deSilva، David A. (2003). "4 Maccabees". في Dunn، James D. G.؛ Rogerson، John William (المحررون). Eerdmans Commentary on the Bible. Eerdmans. ISBN:9780802837110.
- Dozeman، Thomas (2000). "Exodus, Book of". في Freedman، David Noel؛ Myers، Allen C. (المحررون). Eerdmans Dictionary of the Bible. Eerdmans. ISBN:9789053565032.
- Duling، Dennis C. (2010). "The Gospel of Matthew". في Aune (المحرر). The Blackwell Companion to the New Testament. Wiley-Blackwell. ISBN:978-1-4051-0825-6. مؤرشف من الأصل في 2020-04-06.
- Emmerson، Grace I. (2003). "Hosea". في Dunn، James D. G.؛ Rogerson، John William (المحررون). Eerdmans Commentary on the Bible. Eerdmans. ISBN:9780802837110. مؤرشف من الأصل في 2020-04-06.
- Enns، Peter (2012). The Evolution of Adam. Baker Books. ISBN:9781587433153. مؤرشف من الأصل في 2020-04-06.
- Farmer، Kathleen A. (1998). "The Wisdom Books". في McKenzie، Steven L.؛ Graham، Matt Patrick (المحررون). The Hebrew Bible Today: An Introduction to Critical Issues. Westminster John Knox Press. ISBN:9780664256524. مؤرشف من الأصل في 2022-08-17.
- Fitzmyer، Joseph A. (2003). Tobit. Walter de Gruyter. ISBN:9783110175745. مؤرشف من الأصل في 2020-04-06.
- Floyd، Michael H (2000). Minor prophets. Eerdmans. ج. 2. ISBN:9780802844521. مؤرشف من الأصل في 2020-04-06.
- Fox، Michael V. (2004). The JPS Bible Commentary: Ecclesiastes. Jewish Publication Society. ISBN:9780827609655. مؤرشف من الأصل في 2020-04-06.
- France، R.T (2007). The Gospel of Matthew. Eerdmans. ISBN:9780802825018. مؤرشف من الأصل في 2020-04-06.
- Gelston، Anthony (2003). "Habakkuk". في Dunn، James D. G.؛ Rogerson، John William (المحررون). Eerdmans Commentary on the Bible. Eerdmans. ISBN:9780802837110. مؤرشف من الأصل في 2020-04-06.
- Gelston، Anthony (2003). "Obadiah". في Dunn، James D. G.؛ Rogerson، John William (المحررون). Eerdmans Commentary on the Bible. Eerdmans. ISBN:9780802837110. مؤرشف من الأصل في 2020-04-06.
- Gelston، Anthony (2003). "Zephaniah". في Dunn، James D. G.؛ Rogerson، John William (المحررون). Eerdmans Commentary on the Bible. Eerdmans. ISBN:9780802837110. مؤرشف من الأصل في 2020-04-06.
- Goldingay، John A. (2003). "Ezekiel". في Dunn، James D. G.؛ Rogerson، John William (المحررون). Eerdmans Commentary on the Bible. Eerdmans. ISBN:9780802837110.
- Grabbe، Lester L. (2003). "Nehemiah". في Dunn، James D. G.؛ Rogerson، John William (المحررون). Eerdmans Commentary on the Bible. Eerdmans. ISBN:9780802837110.
- Grabbe، Lester L. (2004). The History of the Jews and Judaism in the Second Temple Period, Volume 1: Yehud, the Persian Province of Judah. Continuum. ص. 105 &amp, 312. ISBN:9780567089984. مؤرشف من الأصل في 2020-04-06.
- Greifenhagen، Franz V. (2003). Eerdmans Commentary on the Bible. Bloomsbury. ISBN:9780567391360. مؤرشف من الأصل في 2020-04-06.
- Harlow، Daniel C. (2003). "Additions to Daniel". في Dunn، James D. G.؛ Rogerson، John William (المحررون). Eerdmans Commentary on the Bible. Eerdmans. ISBN:9780802837110. مؤرشف من الأصل في 2020-04-06.
- Hayes، John H. (1998). "The Songs of Israel". في McKenzie، Steven L.؛ Graham، Matt Patrick (المحررون). The Hebrew Bible Today: An Introduction to Critical Issues. Westminster John Knox Press. ISBN:9780664256524. مؤرشف من الأصل في 2022-08-17.
- Hayman، A. Peter (2003). "Wisdom of Solomon". في Dunn، James D. G.؛ Rogerson، John William (المحررون). Eerdmans Commentary on the Bible. Eerdmans. ISBN:9780802837110.
- Houston، Walter J (2003). "Leviticus". في Dunn، James D. G.؛ Rogerson، John William (المحررون). Eerdmans Bible Commentary. Eerdmans.
- Joyce، Paul M. (2009). Ezekiel: A Commentary. Continuum. ISBN:9780567483614. مؤرشف من الأصل في 2020-04-06.
- Keener، Craig S. (2012). Acts: An Exegetical Commentary. Baker Academic. ج. Volume I: Introduction And 1:1-2:47. مؤرشف من الأصل في 2020-04-06. {{استشهاد بكتاب}}: |المجلد= يحوي نصًّا زائدًا (مساعدة)
- Kim، P.J (2003). "Letters of John". في Aune، David (المحرر). Westminster Dictionary of the New Testament and Early Christian Literature. Westminster John Knox Press.
- Lincoln، Andrew (2005). Gospel According to St John. Bloomsbury Publishing. مؤرشف من الأصل في 2020-04-06.
- McDermott، John J (2002). Reading the Pentateuch: a historical introduction. Pauline Press. ISBN:9780809140824. مؤرشف من الأصل في 2020-04-06.
- McKenzie، Steven L. (2004). Abingdon Old Testament Commentaries: I & II Chronicles. Abingdon Press. مؤرشف من الأصل في 2020-04-06.
- Nelson، Richard D. (2014). Historical Roots of the Old Testament (1200–63 BCE). SBL Press. مؤرشف من الأصل في 2020-04-06.
- O'Brien، Julia M. (2002). Nahum. A&C Black. مؤرشف من الأصل في 2020-04-06.
- Perkins، Pheme (2012). Reading the New Testament: An Introduction. Paulist Press. مؤرشف من الأصل في 2020-04-06.
- Perkins، Pheme (1998). "The Synoptic Gospels and the Acts of the Apostles: Telling the Christian Story". في Barton، John (المحرر). The Cambridge companion to biblical interpretation. Westminster John Knox Press. ص. 241–58. ISBN:978-0-521-48593-7. مؤرشف من الأصل في 2020-04-06.
- Person، Raymond F. (2010). The Deuteronomic History and the Book of Chronicles. Society of Biblical Literature. ISBN:9781589835177. مؤرشف من الأصل في 2020-04-06.
- Powell، Mark Allan (2018). Introducing the New Testament: A Historical, Literary and Theological Survey (ط. 2nd). Baker Academic. ISBN:9781493413133. مؤرشف من الأصل في 2020-04-06.
- Radine، Jason (2010). The Book of Amos in Emergent Judah. Mohr Siebeck. ISBN:9783161501142. مؤرشف من الأصل في 2020-04-06.
- Redditt، Paul L (2003). "The Formation of the Book of the Twelve". في Redditt، Paul L؛ Schart، Aaron (المحررون). Thematic threads in the Book of the Twelve.
- Rogerson، John W. (2003a). "Micah". في Dunn، James D. G.؛ Rogerson، John William (المحررون). Eerdmans Commentary on the Bible. Eerdmans.
- Rogerson، John W. (2003b). "Deuteronomy". في Dunn، James D. G.؛ Rogerson، John William (المحررون). Eerdmans Commentary on the Bible. Eerdmans.
- Rogerson، John W. (2003c). "The History of the Tradition: Old Testament and Apocrypha". في Dunn، James D. G.؛ Rogerson، John William (المحررون). Eerdmans Commentary on the Bible. Eerdmans.
- Rogerson، John W. (2003d). "Nahum". في Dunn، James D. G.؛ Rogerson، John William (المحررون). Eerdmans Commentary on the Bible. Eerdmans. ISBN:9780802837110. مؤرشف من الأصل في 2020-04-06.
- Schmitt، John J. (2003). "Baruch". في Dunn، James D. G.؛ Rogerson، John William (المحررون). Eerdmans Commentary on the Bible. Eerdmans.
- Seow، C.L. (2007). "Ecclesiastes". في Coogan، Michael D. (المحرر). The New Oxford Annotated Bible (ط. 3rd). Oxford University Press. ISBN:9780195288803.
- Snaith، John (2003). "Sirach". في Dunn، James D. G.؛ Rogerson، John William (المحررون). Eerdmans Commentary on the Bible. Eerdmans.
- Spencer، Richard A. (2002). "Additions to Daniel". في Mills، Watson E.؛ Wilson، Richard F. (المحررون). Mercer Commentary on the Bible: The Deuterocanonicals/Apocrypha. Mercer University Press.
- Sweeney، Marvin A. (2010). The Prophetic Literature. Abingdon Press. ISBN:9781426730030. مؤرشف من الأصل في 2020-04-06.
- Sweeney، Marvin A. (1998). "The Latter Prophets". في McKenzie، Steven L.؛ Graham، Matt Patrick (المحررون). The Hebrew Bible Today: An Introduction to Critical Issues. Westminster John Knox Press. ISBN:9780664256524. مؤرشف من الأصل في 2020-04-06.
- Van Seters، John (2004). The Pentateuch: a social-science commentary. T&T Clark International. ISBN:9780567080882. مؤرشف من الأصل في 2020-04-06.
- West، Gerald (2003). "Judith". في Dunn، James D. G.؛ Rogerson، John William (المحررون). Eerdmans Commentary on the Bible. Eerdmans. ISBN:9780802837110.